# بروهیدرید لیتیم

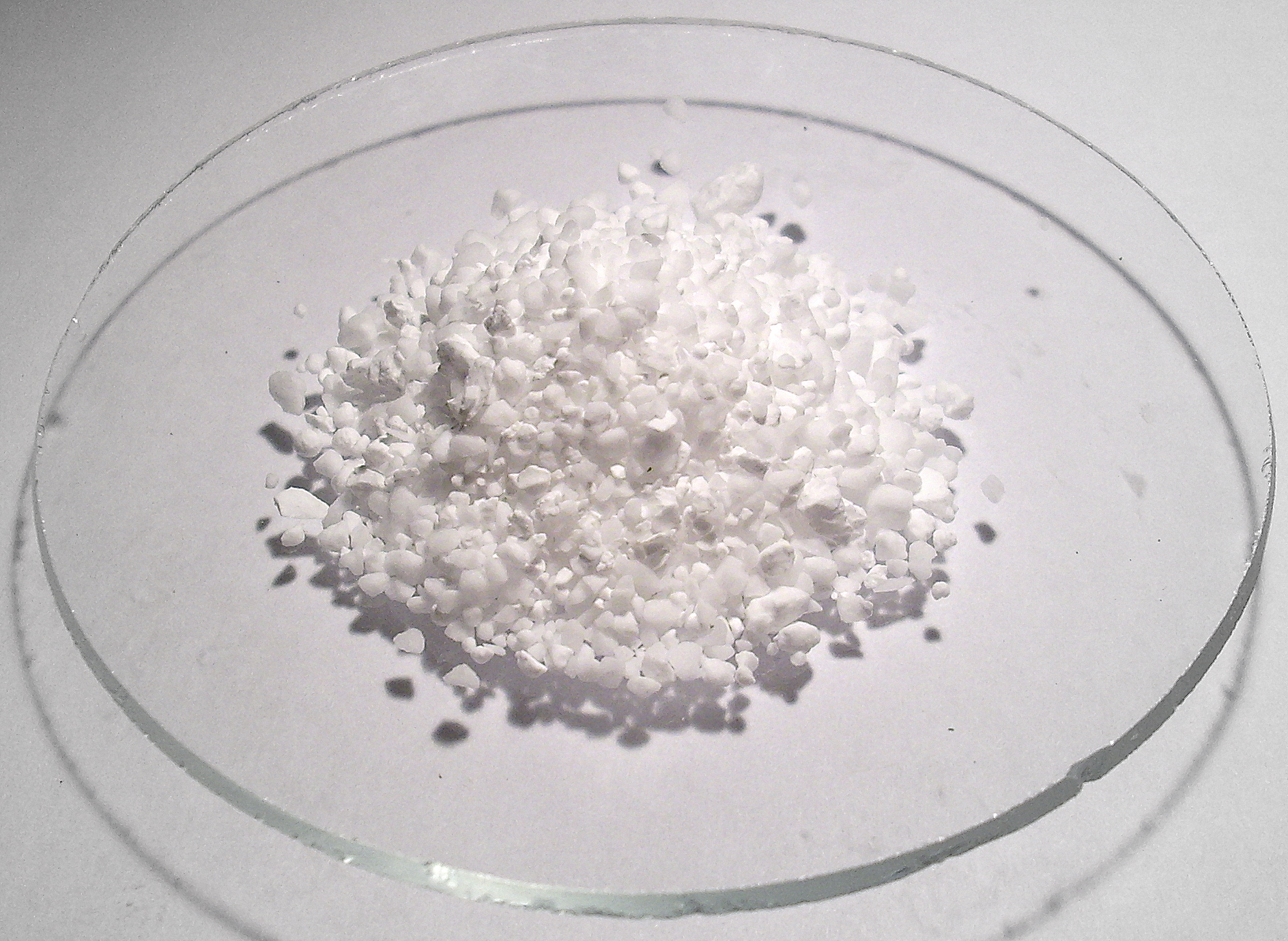
شکل ظاهری بروهیدرید لیتیم

بروهیدرید لیتیم (به انگلیسی: Lithium borohydride) با فرمول شیمیایی LiBH۴ یک ترکیب شیمیایی با شناسه پاب‌کم ۴۱۴۸۸۸۱ است. که جرم مولی آن 21.784 g/mol می‌باشد. شکل ظاهری این ترکیب، جامد سفید است.